# Yakima Air Terminal
Yakima Air Terminal (IATA: YKM, ICAO: KYKM, FAA LID: YKM), också känd som McAllister Field, är en publik flygplats i Yakima County, fem kilometer söder om staden Yakima i staten Washington i USA. Den används mest som allmänt flygfält, men trafikeras även av  Alaska Airlines.
McAllister Field är reservflygplats för Seattle–Tacoma International Airport.